# Raphitoma nivea
Raphitoma nivea là một loài ốc biển, là động vật thân mềm chân bụng sống ở biển thuộc họ Conidae.